# Marschweg-Stadion

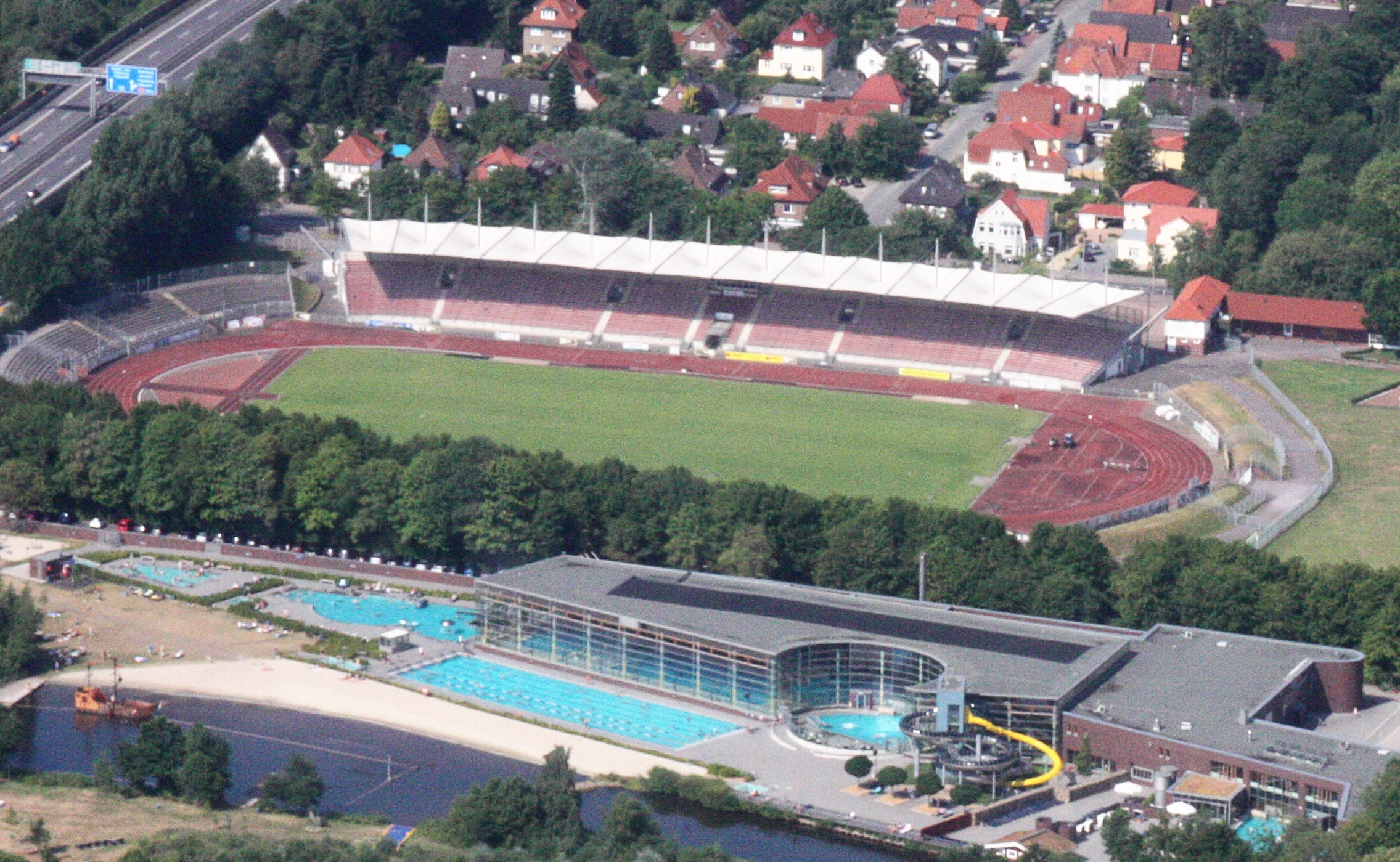
Das Marschweg-Stadion aus Richtung Osten im Jahr 2010. Davor das OLantis Huntebad.

Das Marschweg-Stadion ist ein Fußballstadion mit Leichtathletikanlage in der niedersächsischen Stadt Oldenburg.

## Geschichte
Bereits in den 1930er Jahren war der Bau eines städtischen Stadions geplant worden, doch konnte erst im Jahr 1948 mit dem Bau auf einer ehemaligen Mülldeponie begonnen werden. Die Einweihung fand 1951 statt. 1960 erhielt das Stadion eine erste Tribüne mit 2000 Sitzplätzen. 1996 wurde die Haupttribüne zweitligagerecht für 4 Millionen Euro auf 4600 Sitzplätze ausgebaut. Sie erhielt dabei eine 3000 m² große Spanndachkonstruktion, so dass alle Sitzplätze überdacht sind. Bisher wurde keine Flutlichtanlage installiert, da das Stadion direkt an einer Autobahnabfahrt der A 28 liegt. Nur mit hohem finanziellen Aufwand könnte eine besondere Flutlichtanlage installiert werden, die eine Blendung der Autofahrer ausschließt. Daher wurde bisher darauf verzichtet. Durch den Standort auf einer ehemaligen Mülldeponie existieren erhebliche Probleme mit Versackungen, so war z. B. die Tartanbahn bereits sehr wellig. 2011/12 wurde die marode Kunststoff-Laufbahn saniert und am 18. Juli 2012 durch den damaligen Oberbürgermeister Schwandner offiziell eingeweiht. 2019 wurde eine Drainage unter den Platz verlegt. Sie war für 2020 geplant, aber durch das Landesturnfest 2020 in Oldenburg wurde eine Vorverlegung der Arbeiten notwendig.
Das Marschweg-Stadion verfügt weder über eine Rasenheizung noch über Flutlicht und erfüllt damit die Kriterien für die 3. Liga nicht, in die der VfB Oldenburg zur Saison 2022/23 aufstieg. Der DFB erlaubte grundsätzlich die Austragung der Heimspiele im Marschweg-Stadion, da auf eine Rasenheizung im ersten Drittligajahr verzichtet werden kann, wenn ein alternativer Spielort benannt wird. Als Ausweichstadion benannte der Verein die Heinz von Heiden-Arena in Hannover. Dort fanden die Spiele in der Frostperiode sowie Begegnungen, die nach 18:30 Uhr angesetzt waren, statt, da diese aus Lärmschutzgründen nicht am Marschweg stattfinden dürfen. Parallel wird an der Modernisierung des Marschweg-Stadions gearbeitet. In der Nacht vom 3. auf den 4. Juni 2024 wurde die neue, bis zu 1400 Lux starke, dimmbare LED-Flutlichtanlage erfolgreich getestet. Die Kosten für die Anlage betragen 1,38 Millionen Euro. Der Trafo, um die Stromversorgung sicherzustellen und die Leistung zu erhöhen, kostete 182.000 Euro. Zu den weiteren Modernisierungsmaßnahmen gehören die Erneuerung der Sitzplätze, der Neubau eines Technikgebäudes unter der Haupttribüne,  eine Videoüberwachungsanlage und eine neue Beschallungsanlage sowie die Erweiterung der Sprecherkabine und der Sicherheitszentrale für die Polizei.

## Stadionneubau
Bereits 2014 entschied die Stadt Oldenburg aufgrund des für den Drittligabetrieb nicht geeigneten Marschwegstadions nach Alternativen zu suchen. Das Architektur- und Planungsbüro Albert Speer und Partner GmbH stellte im Rahmen einer Untersuchung zur Ermittlung von Standortoptionen Ergebnisse vor, aus welchen lediglich die Standorte Fliegerhorst, Maastrichter Straße und Holler Landstraße hervorgingen. Bei der 2017 durchgeführten Machbarkeitsstudie wurde ein Standort neben den Weser-Ems-Hallen grundsätzlich als geeignet eingestuft und die Kosten mit 19 Millionen Euro beziffert.
Nach dem Aufstieg der ersten Mannschaft des VfB Oldenburg in die 3. Liga zur Saison 2022/23 wurde die Diskussion erneut angefacht. Nachdem ein vom Bund der Steuerzahler verfasstes, kritisches Schreiben zum Stadionneubau auch von Oberbürgermeister Jürgen Krogmann abgewiesen wurde, konnte am 27. Februar 2023 ein Grundsatzbeschluss zur Beauftragung der Verwaltung zur Konzepterstellung hinsichtlich Investitionskosten, Verkehr, Lärmschutz, Klimaschutz und Entwässerung erreicht werden. Zunächst wurde eine Kapazität von mindestens 7.500 Zuschauern angestrebt und die Kosten für den Neubau auf etwa 50 Millionen Euro geschätzt. Die Bürgerinitiative „Kein Stadionbau“ spricht sich gegen den Neubau durch die Stadt Oldenburg aus, da es sich bei der Nutznießerin VfB Oldenburg Fußball GmbH um ein profitorientiertes Fußball-Unternehmen handele. Auch die Grünen beantragten zur Stadionfinanzierung eine Einwohnerbefragung, welcher jedoch vom Oldenburger Stadtrat abgelehnt wurde.
Am 15. April 2024 wurde im Stadtrat mit 31 zu 18 Stimmen sowie einer Enthaltung für den Stadionneubau gestimmt. Das Projekt soll eine EU-weite Ausschreibung erhalten, mit dem Bau Anfang/Mitte 2026 begonnen werden und die Fertigstellung für Ende 2027 geplant sein. Laut dem letzten Änderungsantrag ist nun eine Kapazität von 10.000 Zuschauern plus einer Ausbaureserve auf 15.000 Plätze geplant.

## Sport
Seit der Saison 1991/92 ist das Marschweg-Stadion die Spielstätte der ersten Herrenfußballmannschaft des VfB Oldenburg, die zuvor im alten Donnerschweer Stadion spielten und damals das Marschweg-Stadion nur sporadisch, für Spiele mit hohem Besuchsaufkommen, genutzt hatten. Das Marschweg-Stadion wird außer für Fußballspiele für Leichtathletik-Wettbewerbe genutzt. Besucherrekorde mit 32.000 Zuschauern erzielte der VfB Oldenburg jeweils am 9. Oktober 1960 gegen den Hamburger SV (1:1) und am 1. Dezember 1973 im DFB-Pokal gegen Borussia Mönchengladbach (0:6). Heute hat das Stadion offiziell noch ein genehmigtes Fassungsvermögen von 15.200 Zuschauern bei 4.500 überdachten Sitzplätzen und 10.700 unüberdachten Stehplätzen.
Als Ausrichter von bedeutenden Leichtathletikmeisterschaften auf Landes- und auch auf Bundesebene hat sich der Oldenburger Kreisverband einen Namen gemacht. Höhepunkte bildeten hier die deutschen Leichtathletik-Jugendmeisterschaften (1967 und 1973), die deutschen Juniorenmeisterschaften (1982) sowie die deutschen Polizeimeisterschaften (1985). Am Einweihungssportfest der ersten Kunststoffbahn am 13. September 1980 nahmen Weltklasseathleten wie die Sprinterin Annegret Richter, die Hochsprung-Asse Carlo Thränhardt und Dietmar Mögenburg sowie der Speerwerfer Klaus Tafelmeier teil. Heinz Beer, der langjährige Platzwart im Marschweg-Stadion, wurde 1982 zum besten Stadionwart Deutschlands erklärt. 2009 wurde Oldenburg für seine erfolgreiche Nachwuchsarbeit vom Niedersächsischen Leichtathletik-Verband zum „Stützpunkt“ ernannt. Die erfolgreichste Athletin zu dieser Zeit war Ruth Spelmeyer, deutsche Jugendmeisterin über 200 m und U20-Europameisterin mit der 4-mal-100-Meter-Staffel.
Ab dem Jahr 2017 spielt der American-Football-Regionalligist Oldenburg Knights im Marschwegstadion seine Heimspiele. Nach einem Testspiel mit 1300 Zuschauern im Jahr 2016 werden hier nun sechs Partien der Regionalliga Nord ausgetragen. Im Jahre 2022 stiegen die Knights in die German Football League 2 auf.

## Musik
Im Jahr 2008 widmete Klaus Priesucha dem Stadion einen eigenen Song („Marschwegstadion“), der im Sommer 2017 als überarbeitete „Stadionrockversion“ neu erschien.

## Anfahrt
Das Marschweg-Stadion liegt direkt an der Bundesautobahn A28.
Mit dem Bus ist das Stadion mit der Linie 314 (Richtung Hundsmühlen – Haltestelle „P+R Marschweg/OLantis“), betrieben von der VWG, zu erreichen.